# Bosque de Saint-Germain-en-Laye
El bosque de Saint-Germain-en-Laye es un bosque de 3.500 hectáreas que ocupa un meandro del río Sena a veinte kilómetros aproximadamente al oeste de París. 

## Historia
Fue un antiguo coto de caza real y se encuentra en su totalidad en el territorio del municipio de Saint-Germain-en-Laye.
El bosque está constituido esencialmente de robles (53 %) y de hayas (18 %), si bien hoy en día está rodeado de zonas urbanizadas y muy fragmentado por diferentes vías de comunicación: carreteras locales, la autopista A14 en parte soterrada y vías férreas.
Dada su proximidad a diferentes núcleos de población, numerosas personas acuden para pasear o hacer deporte.

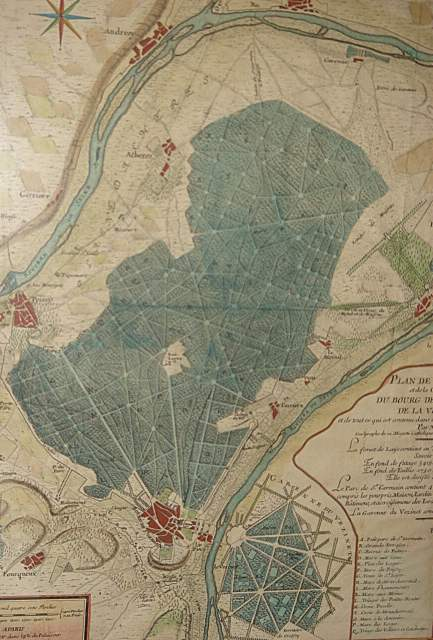
Plano del bosque en 1705.

- Datos: Q3078951
- Multimedia: Forêt de Saint-Germain-en-Laye / Q3078951